# Bunt Dziwana Wajsylewica
Bunt Dziwana – bunt możnowładcy Dziwana, syna Wajsyla przeciwko księciu gdańskiemu i świeckiemu Mściwojowi II, który miał miejsce w 1285.
Dziwan pochodził z rodziny pruskich emigrantów, która prawdopodobnie około połowy XIII wieku osiedliła się na Pomorzu Gdańskim, uchodząc przed Krzyżakami z Prus. Ojciec Dziwana, Wajsyl od 1267 piastował godność cześnika gdańskiego. Posiadał dwóch braci: Glabuna i Sadyka. Cała rodzina w wojnie domowej Mściwoja II z księciem gdańskim Warcisławem (1269-1271), poparła Mściwoja, który w konflikcie zwyciężył. Wajsyl został wówczas wojewodą świeckim. W 1275 stanowisko to zostało mu przez Mściwoja cofnięte – otrzymał w zamian analogiczne, w Tczewie, a w 1277 nominowano go na urząd wojewody gdańskiego. Wszystkie te ruchy Wajsyl potraktował jako niełaskę, gdyż centrum życia ówczesnego państwa Mściwoja było Świecie. Funkcję wojewody Wajsyl sprawował do 4 stycznia 1286, kiedy to zastąpił go kasztelan słupski – Święca. Również pozostali członkowie rodziny Wajsylowiców utracili swoje dotychczasowe przywileje. Powyższe było genezą wystąpienia syna Wajsyla – Dziwana przeciwko Mściwojowi II. Stronnictwo Dziwana miało na celu usunięcie z pomorskiego tronu Mściwoja i osadzenie na nim księcia brzeskokujawskiego Władysława Łokietka, którego matka – Eufrozyna, była żoną Mściwoja. Inną motywacją mogło być zapobieżenie przewidzianej umową kępińską sukcesji tronu pomorskiego przez Przemysła II, ugodowego wobec Krzyżaków, nie lubianych przez Prusów, do których należeli Wajsylewice. Jeszcze inną hipotezą, zupełnie nie popartą źródłowo, mogła być reprezentacja przez Dziwana interesów księcia rugijskiego – Wisława II, pretendującego do tronu pomorskiego. O samym buncie nie wiadomo zbyt wiele – wiedza oparta jest na jednym dokumencie Mściwoja z 1292, dotyczącym wsi Witomino. Fragment o buncie ma następujące brzmienie: My Mściwój, z łaski bożej książę pomorski, wiadomym czynimy tak współczesnym jak i w przyszłości pismo nasze oglądającym, że wieś Witomino z naszej łaski posiadł niegdyś Dziwan syn Wajsyla. Tenże Dziwan w jawnej przeciwko nam zdradzie został odnaleziony i wyrokiem sędziów i baronów wielkopolskich na zawsze pozbawiony został wszystkich dóbr posiadanych w naszym księstwie. 
Dziwan schwytany przez możnowałdców wielkopolskich utracił majątek, ale zachował życie. Mściwój II zmarł w 1294. W 1295 Dziwan próbował zbrojnie odzyskać Rajkowy darowane w międzyczasie cystersom z Oliwy, ale ostatecznie sąd nakazał ich zwrot. Rodzina jeszcze raz próbowała odzyskać dobra w 1298, już za rządów Władysława Łokietka, ponownie bezskutecznie. Dziwan zmarł najpóźniej w 1298.